# فيل ويلسون (لاعب كرة قدم)
فيل ويلسون (بالإنجليزية: Phil Wilson)‏ (5 فبراير 1972 في المملكة المتحدة - ) هو لاعب كرة قدم بريطاني في مركز الدفاع. لعب مع نادي هارتلبول يونايتد.

## وصلات خارجية
- فيل ويلسون على موقع قاعدة بيانات كرة القدم.إي يو (الإنجليزية)